# Chorągiewki
Chorągiewki (ang. Streamers)	– amerykański dramat wojenny z 1983 roku w reżyserii Roberta Altmana. Film zdobył Puchar Volpiego dla najlepszego aktora na 40. MFF w Wenecji dla całego męskiego kolektywu aktorskiego.

## Obsada
- Matthew Modine jako Billy
- Michael Wright jako Carlyle
- Mitchell Lichtenstein jako Richie
- David Alan Grier jako Roger
- Guy Boyd jako Rooney
- George Dzundza jako Cokes